# Boissy-le-Repos
Boissy-le-Repos è un comune francese di 208 abitanti situato nel dipartimento della Marna nella regione del Grand Est.

## Società

### Evoluzione demografica
Abitanti censiti